# Каскадія (парк)
Каскадія (англ. Cascadia State Park) — державний парк в американському штаті Орегон, розташований поблизу міста Світ-Гоум вздовж річки Південний Сантіам у місті Каскейдія. Парк включає зону для денного відпочинку, кемпінги, туристичні стежки та водоспад Нижній Сода-Крік.

## Історія
До приходу поселенців територію парку відвідували представники племен Молала та Калапуйя, які збирали тут лохину, рибалили та полювали. Поблизу розташована печера Каскадія, археологічна пам’ятка віком 8000 років, відома найбільшою концентрацією петрогліфів у західному Орегоні.
Поселенці з долини Вілламетт створили на території парку об’їзну дорогу для возів, запряжених кіньми. Сліди старих колій досі видно поблизу місця, де Сода-Крік впадає в річку Південний Сантіам.
У 1896 році Джордж Гайзендорфер відкрив курорт, щоб скористатися «цілющими властивостями» мінеральної води Сода-Крік. Курорт включав готель, тенісні корти, поле для крокету, сад і боулінг. Пізніше готель згорів, а в 1940 році територію придбав штат Орегон.

## Туристичні стежки
Парк Каскадія включає дві основні туристичні стежки. Стежка водоспадів Сода-Крік довжиною в одну милю йде вздовж Сода-Крік до водоспаду Нижній Сода-Крік. Річкова стежка довжиною 3/4 милі спускається до річки Південний Сантьям.

## Доступ
Парк розташований вздовж траси США 20, за 14 миль на схід від Світ-Гоум і за 59 миль на захід від міста Сістерс.

## Галерея

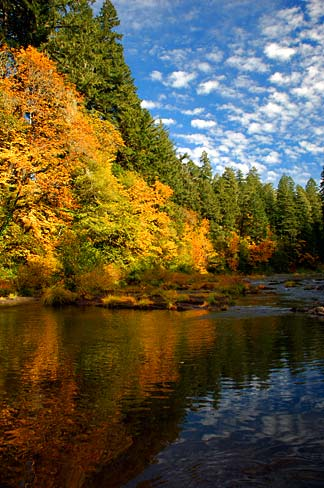
Осінні кольори в парку Каскадія на річці Південний Сантіам.
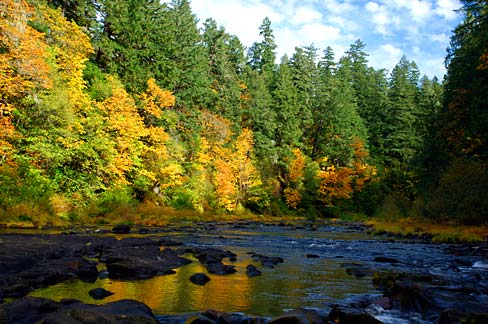
Річка Південний Сантіам у парку Каскадія.
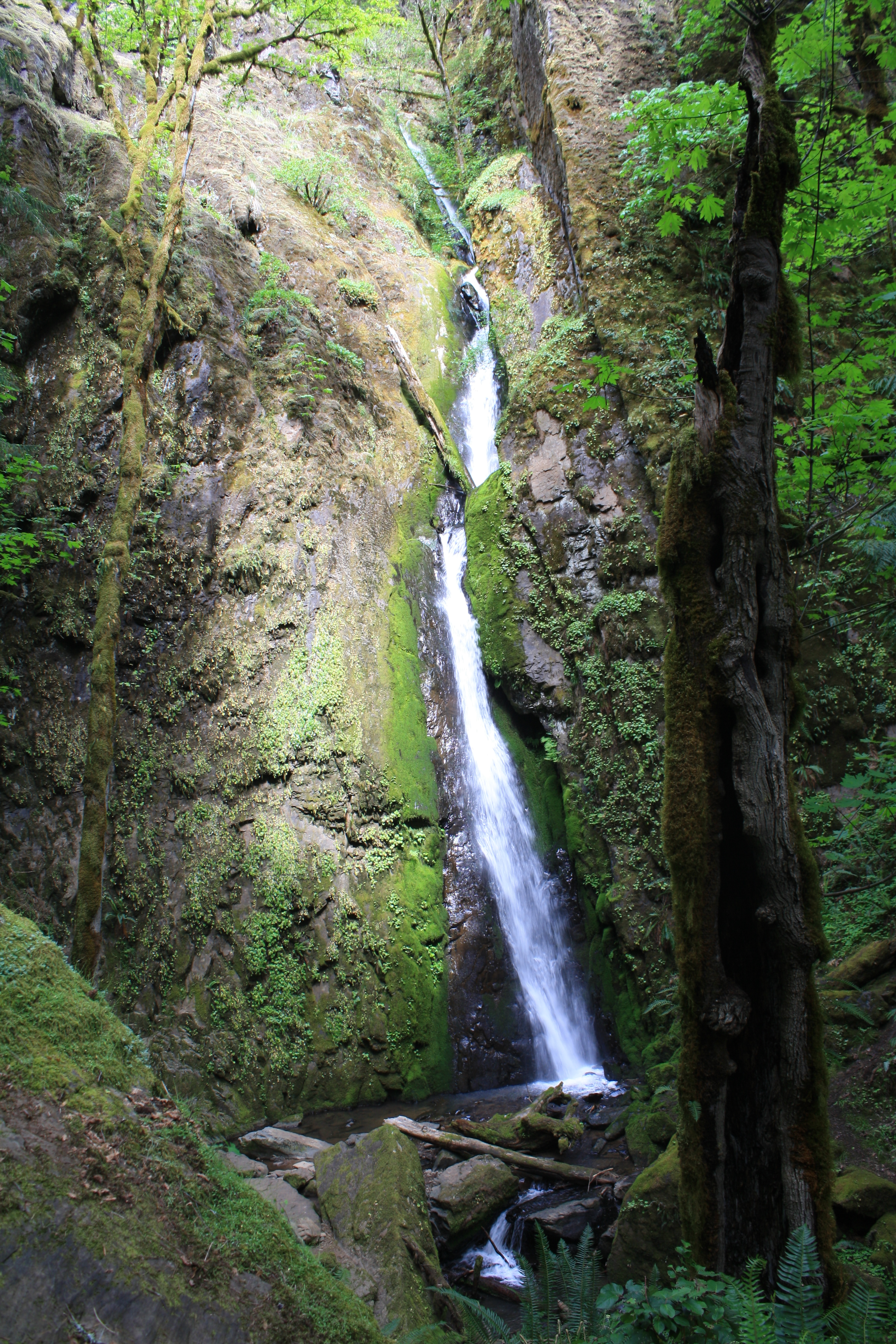
Водоспад Сода-Крік у парку Каскадія.